# Mikrochimärismus
Mikrochimärismus (auch Mikrochimerismus, engl. Microchimerism) bezeichnet in der Medizin das bisher wenig erforschte, möglicherweise relativ häufige Überleben fremder Zellen im Körper. Es sind sowohl Zellen des Fötus im Körper der Mutter (fetaler Mikrochimärismus) noch viele Jahre nach der Entbindung lebend nachgewiesen als auch umgekehrt mütterliche Zellen im Körper des Kindes (mütterlicher Mikrochimärismus), im Gegensatz zu der bisherigen Ansicht, dass die Plazenta jeden Zellaustausch verhindere.
Schon in den 1960er Jahren fanden Forscher Hinweise darauf, dass Blut- und Hautkrebszellen der Mütter auf den Fötus übergehen können. Anzeichen für den Übergang von Zellen des Fötus auf die Mutter fand schon 1890 der deutsche Pathologe Georg Schmorl bei an Gestose oder Präeklampsie gestorbenen Frauen. Jedoch wurde erst 1979 mit dem Fund von männlichen Blutzellen (mit Y-Chromosom) im Blut von mit Jungen schwangeren Frauen durch den Forscher Leonard A. Herzenberg dies auch bei gesunden Frauen nachgewiesen. In den 1990er Jahren und bei neueren Forschungen wurden dann auch fremde Zellen bei erwachsenen Menschen bzw. bei Müttern Jahre nach der Schwangerschaft nachgewiesen.
Ob dieses Phänomen Ursache von Autoimmunkrankheiten wie der Sklerodermie oder anderen Krankheiten wie z. B. Juvenile Dermatomyositis oder Neonatalem Lupus erythematodes sein kann, ist noch unbekannt. Die Überlegung liegt nahe, weil Frauen von den meisten Autoimmunerkrankungen deutlich häufiger betroffen sind als Männer. Eine andere Anwendung des Konzepts könnte sein, die Zellen im mütterlichen Blut für eine gefahrlose Pränataldiagnostik kindlicher Erbdefekte zu nutzen.
Die fetalen Zellen werden auch pregnancy associated progenitor cells PAPC genannt und weisen einige Gemeinsamkeiten mit adulten Stammzellen auf. Eine Graft-versus-Host-Reaktion könnte aufgrund der HLA-II-Kompatibilität der embryonalen zu mütterlichen Zellen ausbleiben, sodass die Zellen nicht absterben. Ein Schwangerschaftsabbruch (Interruptio) erhöht möglicherweise die Wahrscheinlichkeit eines Mikrochimärismus.
Mikrochimärismus tritt auch im Rahmen von Organtransplantationen auf, bei denen regelmäßig eine geringe Zahl von Blutzellen mit dem Organ vom Spender zum Empfänger übertragen wird. Diese Art des Mikrochimärismus soll die Tolerierung eines fremden Organes durch den Körper des Empfängers positiv beeinflussen.